# Форміче-Альто
Форміче-Альто (ісп. Formiche Alto) — муніципалітет в Іспанії, у складі автономної спільноти Арагон, у провінції Теруель. Населення — 190 осіб (2010).
Муніципалітет розташований на відстані близько 240 км на схід від Мадрида, 18 км на схід від міста Теруель.
На території муніципалітету розташовані такі населені пункти: (дані про населення за 2010 рік)
- Форміче-Альто: 144 особи
- Форміче-Бахо: 46 осіб

## Демографія
Динаміка населення (INE ):

## Галерея зображень

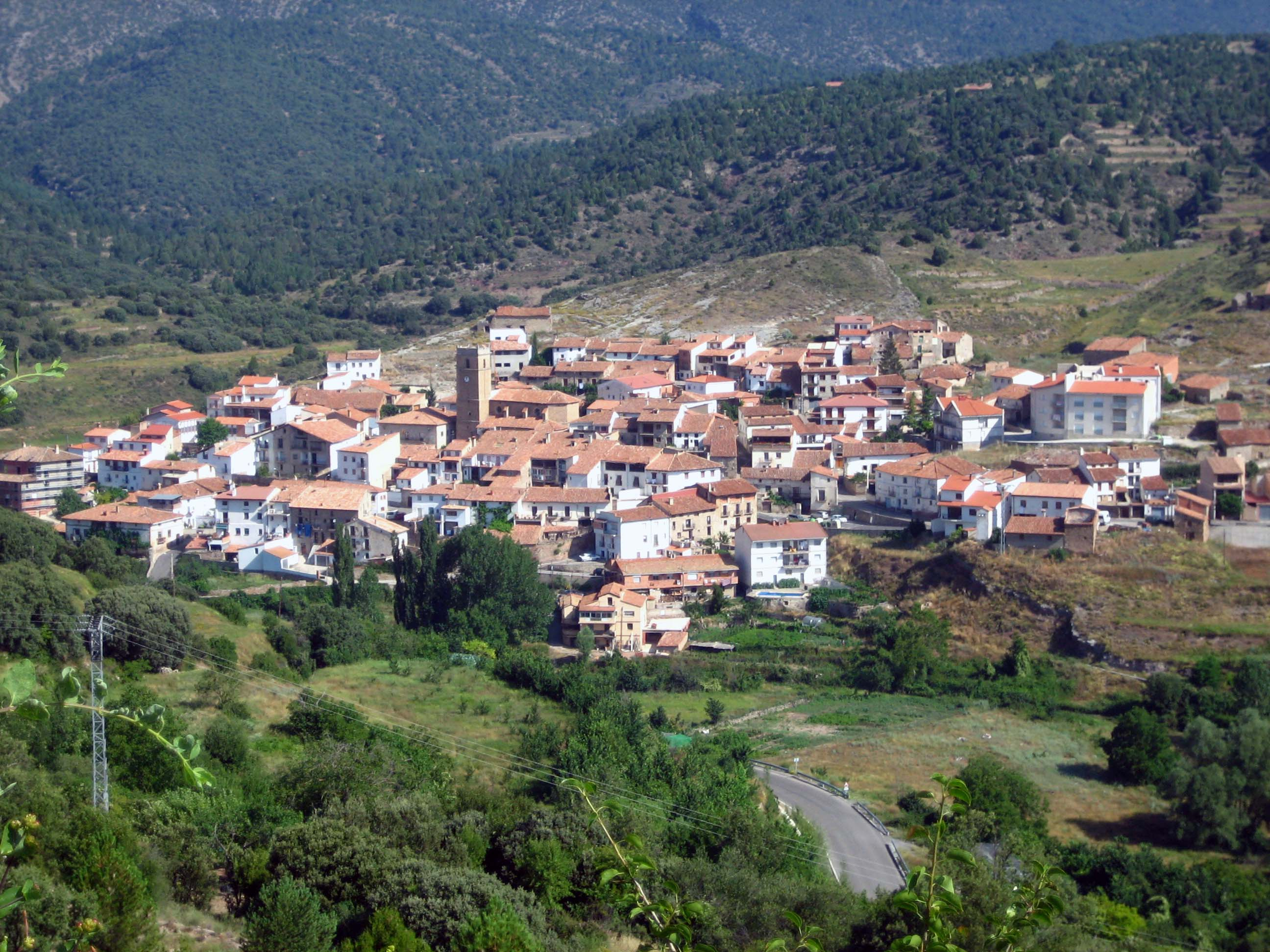
Форміче-Альто